# 布羅滕角
布羅滕角（英語：Cape Braathen），是南極洲的海岬，位於埃爾斯沃思地，處於瑟斯頓島的埃文斯半島西北端，在1960年1月根據美國海軍拍攝的空中照片繪入地圖，現時由南極條約體系管理。